# Acerotella silvicola
Acerotella silvicola är en stekelart som först beskrevs av Szabó 1981.  Acerotella silvicola ingår i släktet Acerotella och familjen gallmyggesteklar. Inga underarter finns listade i Catalogue of Life.